# Parrina
Unter der Bezeichnung Parrina DOC werden italienische Weiß-, Rosé- und Rotweine sowie Vin Santo aus der Gemeinde Orbetello in der Provinz Grosseto, Toskana erzeugt. Parrina ist außerdem eine Gegend in der toskanischen Maremma zwischen den Orten Albina und Ansendonia sowie der Halbinsel Monte Argentario. Die Weine besitzen seit 1971 eine „kontrollierte Herkunftsbezeichnung“ (Denominazione di origine controllata – DOC), die zuletzt am 7. März 2014 aktualisiert wurde.

## Anbau
Ernte und Vinifikation sind in Teilen der Gemeinde von Orbetello gestattet.

## Erzeugung
Gemäß Denomination können folgende Weintypen aus vorgeschriebenen Rebsorten erzeugt werden:
Verschnittweine
- Parrina Rosso und Parrina Rosso „Riserva“ sowie Parrina Rosato: Mindestens 70 % Sangiovese müssen enthalten sein. Der Rest können andere rote Rebsorten, mit Ausnahme von Aleatico, sein, die für den Anbau in der Region Toskana zugelassen sind.
- Parrina Bianco und Parrina Vin Santo: Trebbiano Toscano 10–30 %, Ansonica 30–50 %, Vermentino 20–40 %, Chardonnay und/oder Sauvignon (einzeln oder gemeinsam) 20 %. Der Rest können andere weiße Rebsorten, mit Ausnahme von Moscato Bianco, sein, die für den Anbau in der Region Toskana zugelassen sind.

Fast sortenreine Weine
Folgende Weine müssen mindestens 85 % der genannten Rebsorte enthalten. Der Rest können andere analoge Rebsorten sein, die für den Anbau in der Region Toskana zugelassen sind: (Bei den Weißweinen darf kein Moscato Bianco und bei den Rotweinen kein Aleatico zugesetzt werden.)
- Parrina Vermentino
- Parrina Chardonnay
- Parrina Sauvignon Blanc
- Parrina Sangiovese und Parrina Sangiovese „Riserva“
- Parrina Cabernet Sauvignon
- Parrina Merlot

## Beschreibung
Laut Denomination (Auszug):

### Parrina Rosso
- Farbe: mehr oder weniger intensives rubinrot
- Geruch: fein, angenehm
- Geschmack: trocken, harmonisch, samtig
- Alkoholgehalt: mindestens 11,5 Vol.-%
- Säuregehalt: mind. 4,5 g/l
- Trockenextrakt: mind. 20,0 g/l

### Parrina Rosato
- Farbe: helles Rosa
- Geruch: fein mit eleganter Charakteristik
- Geschmack: trocken, rund, frisch, harmonisch
- Alkoholgehalt: mindestens 11,0 Vol.-%
- Säuregehalt: mind. 5,0 g/l
- Trockenextrakt: mind. 17,0 g/l

### Parrina Bianco
- Farbe: leicht goldenes strohgelb
- Geruch: weinig, fein, aromatisch, anhaltend
- Geschmack: trocken aber samtig mit leicht bitterem Nachgeschmack
- Alkoholgehalt: mindestens 11,5 Vol.-%
- Säuregehalt: mind. 5,0 g/l
- Trockenextrakt: mind. 16,0 g/l